# Wyeville
Wyeville és una població dels Estats Units a l'estat de Wisconsin. Segons el cens del 2000 tenia 146 habitants.

## Demografia
Segons el cens del 2000, Wyeville tenia 146 habitants, 56 habitatges, i 39 famílies. La densitat de població era de 95,5 habitants per km².
Dels 56 habitatges en un 30,4% hi vivien nens de menys de 18 anys, en un 57,1% hi vivien parelles casades, en un 7,1% dones solteres, i en un 28,6% no eren unitats familiars. En el 25% dels habitatges hi vivien persones soles el 19,6% de les quals corresponia a persones de 65 anys o més que vivien soles. El nombre mitjà de persones vivint en cada habitatge era de 2,61 i el nombre mitjà de persones que vivien en cada família era de 3,15.
Per edats la població es repartia de la següent manera: un 29,5% tenia menys de 18 anys, un 6,2% entre 18 i 24, un 30,8% entre 25 i 44, un 21,9% de 45 a 60 i un 11,6% 65 anys o més.
L'edat mediana era de 37 anys. Per cada 100 dones de 18 o més anys hi havia 87,3 homes.
La renda mediana per habitatge era de 38.750 $ i la renda mediana per família de 44.531 $. Els homes tenien una renda mediana de 33.750 $ mentre que les dones 27.813 $. La renda per capita de la població era de 14.344 $. Aproximadament el 9,8% de les famílies i el 13,1% de la població estaven per davall del llindar de pobresa.

## Poblacions més properes
El següent diagrama mostra les poblacions més properes.